# Austwell
Austwell es una ciudad ubicada en el condado de Refugio en el estado estadounidense de Texas. En el Censo de 2010 tenía una población de 147 habitantes y una densidad poblacional de 155,93 personas por km².

## Geografía
Austwell se encuentra ubicada en las coordenadas 28°23′28″N 96°50′37″O / 28.39111, -96.84361. Según la Oficina del Censo de los Estados Unidos, Austwell tiene una superficie total de 0.94 km², de la cual 0.94 km² corresponden a tierra firme y (0%) 0 km² es agua.

## Demografía
Según el censo de 2010, había 147 personas residiendo en Austwell. La densidad de población era de 155,93 hab./km². De los 147 habitantes, Austwell estaba compuesto por el 98.64% blancos, el 0% eran afroamericanos, el 0% eran amerindios, el 0% eran asiáticos, el 0% eran isleños del Pacífico, el 0.68% eran de otras razas y el 0.68% pertenecían a dos o más razas. Del total de la población el 44.9% eran hispanos o latinos de cualquier raza.